# 威尔·巴克斯顿

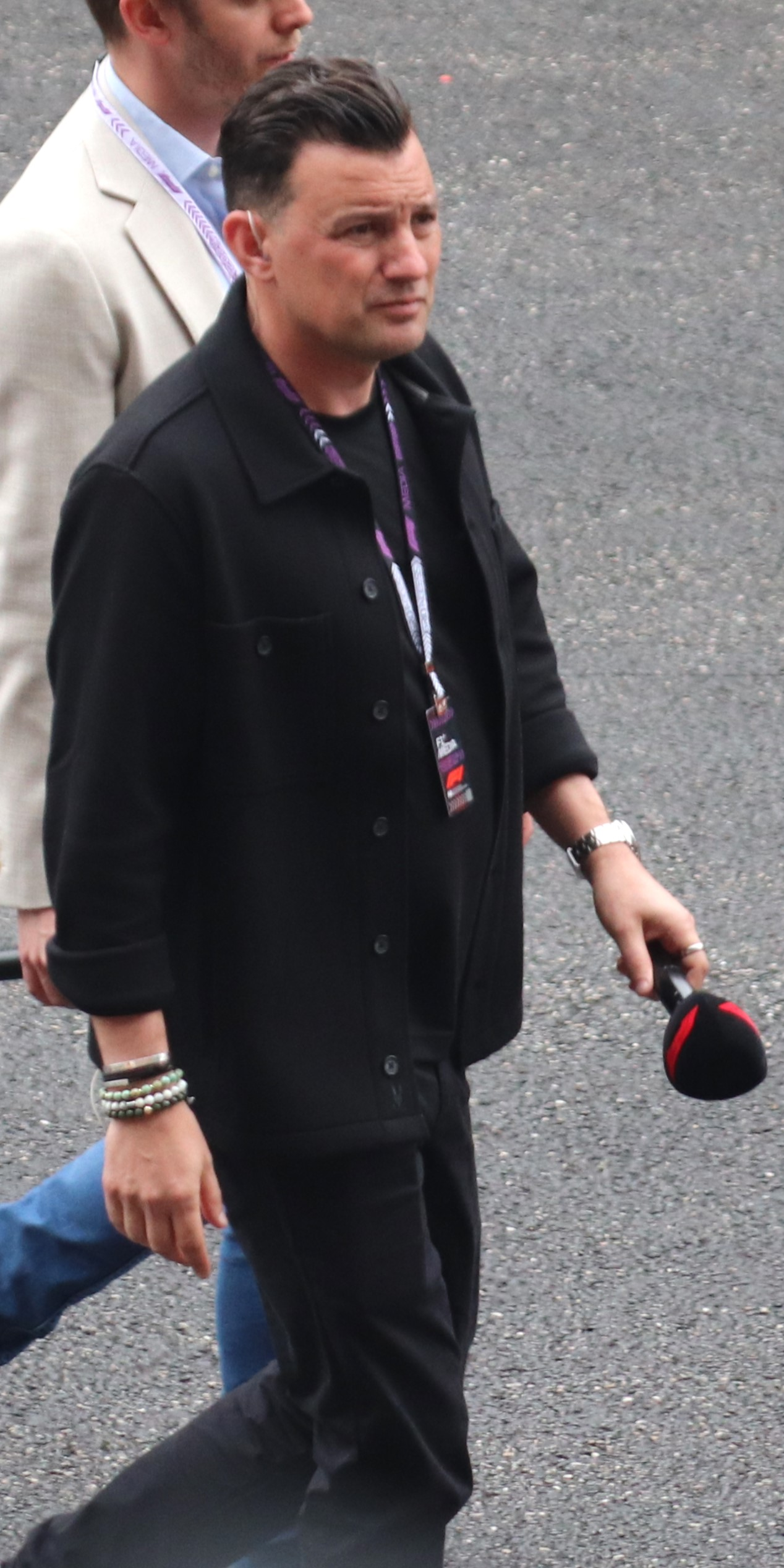
威尔·巴克斯顿

威尔·巴克斯顿 (1981年2月14日—) 是一名英国赛车记者、评论员和主持人，他生于朴茨茅斯，曾在利兹大学学习政治学。  2018年至2024年期间負責报道一级方程式赛车賽事。2025年起又開始報道和評論印第賽車系列賽。